# Wilhelm von Leeb

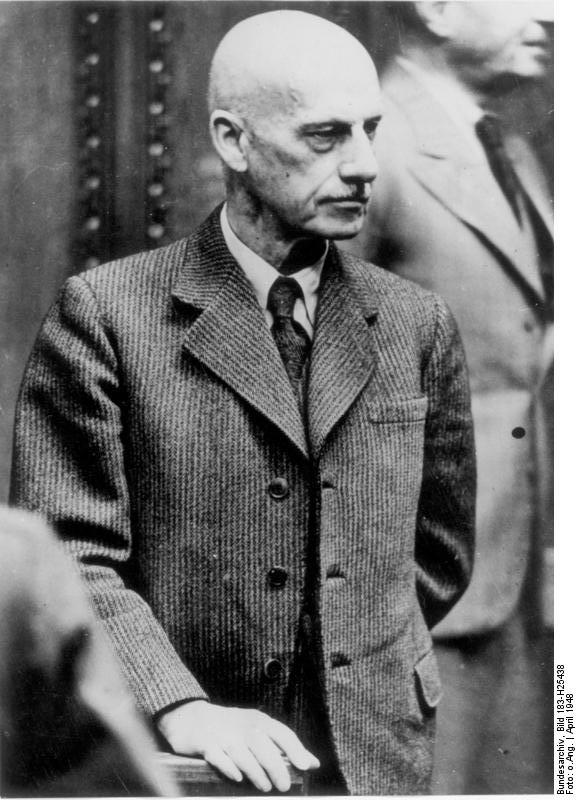
Wilhelm von Leeb podczas procesu wyższego dowództwa w Norymberdze.

Wilhelm von Leeb, właśc. Wilhelm Joseph Franz Freiherr Ritter von Leeb (ur. jako Wilhelm Josef Franz Leeb 5 września 1876 w Landsberg am Lech, zm. 29 kwietnia 1956 w Hohenschwangau) – niemiecki wojskowy i teoretyk wojskowości, dowódca grup armii „C” i „Północ” oraz oblężenia Leningradu do zastąpienia go Küchlerem w obliczu niepowodzeń, zbrodniarz wojenny skazany w procesach norymberskich na trzy lata więzienia. Uczestnik powstania bokserów, I i II wojny światowej.

## Życiorys
Od 1895 był oficerem bawarskiej armii, służąc w 4. Pułku Artylerii w Augsburgu, a następnie służył w Reichswehrze. W 1900 wyjechał do Chin jako członek korpusu ekspedycyjnego. Po powrocie wstąpił do Akademii Wojskowej w Monachium.

### I wojna światowa
Był uczestnikiem I wojny światowej; walczył w 1915 w Serbii, zaś w 1916 z Brusiłowem (tereny Rumunii). Później został przeniesiony do Chemin de Dames. W roku 1915 został nobilitowany, z jednoczesnym nadaniem tytułu „Ritter”. W 1925 otrzymał stopień pułkownika i został mianowany dowódcą 7 pułku artylerii. Od 1927 był dowódcą artylerii V OW w Stuttgarcie, zaś w 1929 już dowódcą artylerii VII OW w Monachium. W latach 1930–1938 był dowódcą 7 Dywizji Piechoty i 2 Grupy armijnej (z siedzibą w Kassel). Od 1 października 1933 był odpowiedzialnym za Gruppenkomando 2, zaś od 1 stycznia 1934 był już w stopniu generała artylerii. Napisał wówczas kilka książek z zakresu strategii defensywnej. W październiku 1938 został mianowany dowódcą 14 Armii. W tym też roku dowodzone przez niego wojska okupowały Kraj Sudetów. 1 listopada otrzymał awans na generała pułkownika.

### II wojna światowa
Od 26 sierpnia 1939 do maja 1941 był dowódcą Grupy Armii „C” na froncie zachodnim. 14 czerwca 1940 wojska Leeba przełamały linię Maginota w pobliżu miasta Colmar w Alzacji. 19 lipca 1940 został mianowany feldmarszałkiem. Od 1941 był dowódcą Grupy Armii „Północ”.
30 lipca Hitler wydał operacyjną dyrektywę nr 34, która nakazywała zdobycie Leningradu, oraz połączenie się wojsk niemieckich z wojskami fińskimi. Do natarcia na miasto Leeb utworzył trzy zgrupowania uderzeniowe: północne, składające się z pięciu dywizji, południowe w składzie siedmiu dywizji, oraz zgrupowanie 5 dywizji 18 Armii, w Estonii, które uderzeniami z trzech kierunków miały zdobyć miasto Leningrad. Zatem następnego dnia jego wojsko ruszyło do ataku. Równocześnie od północy atak na kierunku leningradzkim przeprowadziła Armia Fińska, przedostając się przez Przesmyk Karelski. Odcinek ten był broniony przez 23 Armię. 6 sierpnia Wehrmacht zajął Starą Russę, 7 sierpnia wojska niemieckie przełamały opór 8 Armii i doszły do Zatoki Fińskiej. 15 sierpnia padł Nowogród, a XLII Korpus Armii Czerwonej został okrążony w rejonie Ługi. Po przecięciu magistrali kolejowej Leningrad – Moskwa oddziały von Leeba 25 sierpnia natarły na Tosno, Budogoszcz, Tichwin (na południowy wschód od Leningradu), 29 sierpnia podeszły pod miasto Kolpino, 30 – zdobyły stację kolejową Mga, a także w okolicach miejscowości Odradnoje dotarli do Newy i zaczęły przygotowywać się do forsowania rzeki. 5 września z rozkazu Hitlera Grupa Armii „Północ” przypuściła kolejny atak mający na celu połączenie się oddziałów niemieckich z fińskimi. 8 września wojska niemieckie zajęły Szlisselburg i wyszły nad jezioro Ładoga. W tym też dniu Leningrad został odcięty od reszty terytorium ZSRR bronionym przez Armię Czerwoną. Rozpoczęła się blokada Leningradu, trwająca 900 dni. Generalny szturm na miasto przypuszczono 17 września, a brało w nim udział 16 dywizji wspieranych bronią pancerną i lotnictwem. 7 października 1941 Leeb otrzymał tajną dyrektywę od Sztabu Generalnego, mówiącą o nieprzyjmowaniu kapitulacji. Spodziewano się bowiem, że żołnierze Armii Czerwonej pozostawią w mieście miny. Ostatnim sukcesem Wehrmachtu było zajęcie Aleksandrówki, końcowego przystanku leningradzkiej linii trolejbusowej. Niemiecka Grupa Armii „Północ” po dotarciu do Leningradu, rozciągnęła swój front na długości 600 km wzdłuż łuku biegnącego od Zatoki Koporskiej do Wielkich Łuków, rzeki Wołchow i skrawka południowego brzegu Ładogi. 8 listopada wojsko Leeba zdobyło Tichwin, dzięki czemu niemieckie oddziały mogły kontrolować linie zaopatrzeniowe, którymi dowożono zapasy do miasta. 5 grudnia Armia Czerwona odbiło miasto. Działania bojowe na bezpośrednich przedpolach Leningradu zimą 1941/42 roku przybrały typowe formy wojny pozycyjnej i miały znaczenie lokalne.
Po niepowodzeniach i wysokich stratach pod Leningradem 16 stycznia 1942 roku Leeb został zwolniony ze służby. 2 maja 1945 został aresztowany w swojej rodzinnej posiadłości Hohenschwangau przez amerykańską żandarmerię. 

### Lata powojenne
28 listopada 1948 był sądzony przez Międzynarodowy Trybunał Wojskowy w procesie wyższego dowództwa i został skazany na 3 lata więzienia, ale został zwolniony zaraz po ogłoszeniu wyroku. Zmarł w zamku Hohenschwangau w 1956.

## Ordery i odznaczenia
- Krzyż Rycerski (24 czerwca 1940)
- Krzyż Żelazny I Klasy (12 marca 1915)
- Krzyż Żelazny II Klasy (16 października 1914)
- Krzyż Honorowy
- Medal Pamiątkowy 1 października 1938 z okuciem Zamek Praga
- Odznaka za 25-letnią Służbę w Heer
- Order Domowy Hohenzollernów
- Order Zasługi Wojskowej (Bawaria)
- Order Maksymiliana Józefa (Bawaria)
- Krzyż Hanzeatycki Hamburski
- Medal Wojenny (Turcja)

## Publikacje von Leeba
1. Die Abwehr, Berlin 1938
2. Die Technik in der Organisation des Heeres „Wehrwissenschaftliche Rundschau”, 1955